# Cherry Creek Lake
Der Cherry Creek Lake [t͡ʃɛɹi ˈkɹiːk ˌleɪk] ist ein Stausee im nördlichen Teil des US-Bundesstaates Colorado – knapp außerhalb der Metropolregion Denver, rund 15 km südöstlich der Staatshauptstadt im Arapahoe County, und staut den Cherry Creek, einen Zufluss des South Platte River.
Der 3,43 km² große und bis zu 8 m tiefe See entstand durch einen 1950 vom U.S. Army Corps of Engineers (Ingenieurkorp der US-Armee) fertiggestellten – 31 m hohen – Staudamm, der neben den später errichteten Dämmen Chatfield und Bear Creek den Großraum Denver vor den Überflutungen des South Platte River schützen sollte. Das Areal um den See ist heute beliebtes Ausflugsziel, das vom Staat Colorado unter den Schutz eines State Parks gestellt wurde.